# Vroom Vroom
Vroom Vroom 은 찰리 XCX의 두번째 EP 앨범이다. 2016년 2월 26에 Vroom Vroom Recordings를 통해 발매되었다.

## 트랙 리스트
1. Vroom Vroom
2. Paradise (featuring Hannah Diamond)
3. Trophy
4. Secret (Shh)

## 배경과 발매
2015년 7월, 영국의 패션 매거진 i-D에서 찰리 XCX는 자신이 지금 3집을 만들고 있으며, 그것을 그녀가 해왔던 것 중 "가장 팝스럽고, 일렉트로닉스러운 것" 이라고 묘사했다. 영국인 프로듀서 SOPHIE는 이 앨범의 프로듀서진으로 확인되기도 했다. 2015년 10월, 찰리 XCX는 수록곡 "Vroom Vroom" 을 Beats 1 라디오에서 공개하였다. 이는 EP에서 가장 먼저 공개된 곡이였다.
2016년 2월 23일, 찰리 XCX는 그녀가 새로운 레코드 레이블 Vroom Vroom 레코딩을 설립하였고 2016년 2월 27일 EP Vroom Vroom을 발표할 것이라는 것을 발표하였다. 이 EP에서 두번째로 발표된 곡인 "Trophy"는 Zane Lowe의 Beats 1 show에서 처음으로 발표되었다. 그녀는 또한 격주로 Beats 1 쇼를 호스트 할 것이다.
오프라인에서는 2016년 3월 25일에 발매되었다.

## 평론
Vroom Vroom 평론가들에게 다양한 평을 받았다. 메타크리틱에서는 평균 점수로 61점이라는 대체적으로 호의적인 리뷰를 많이 받았다.

## 뮤직비디오
- Vroom Vroom - 유튜브